# Bangladesh Army Stadium
Het Bangladesh Army Stadium is een multifunctioneel stadion in Dhaka, een stad in Bangladesh. Het stadion wordt vooral gebruikt voor voetbalwedstrijden van het leger van Bangladesh. De voetbalclub Feni Sokar Club maakte gebruik van dit stadion. In het stadion is plaats voor 15.000 toeschouwers. Het stadion werd geopend in 1970.